# Волькенштейн, Фёдор Фёдорович
Фёдор Фёдорович Волькенштейн (10 декабря 1908, Санкт-Петербург — 2 февраля 1985, Москва) — советский физикохимик, автор воспоминаний. Доктор физико-математических наук.

## Биография
Родился в семье присяжного поверенного Фёдора Акимовича Волькенштейна и поэтессы Натальи Васильевны Крандиевской (в первом браке Волькенштейн). Племянник историка и публициста Ольги Акимовны Волькенштейн. В 1914 году родители расстались. В 1920—1923 годах вместе с матерью, её новым мужем А. Н. Толстым и единоутробными братьями жил во Франции и Германии. Окончил Ленинградский политехнический институт в 1931 году.
В 1932—1941 годах работал в Ленинградском педагогическом институте, в 1943—1973 годах — в Институте физической химии АН СССР, профессор.
Основные труды в области физикохимии поверхности полупроводников. В 1955 году выдвинул цепную теорию гетерогенного катализа; развил теорию фотоабсорбционного эффекта. На протяжении 1940—1950-х годов разрабатывал основы электронной теории адсорбции и катализа на полупроводниках. Автор воспоминаний.

## Семья
- Первая жена (1934—1944) — Лидия Николаевна Радлова (1913—1999), дочь художника Н. Э. Радлова, астроном, кандидат физико-математических наук, ведущий специалист Всесоюзного института научной и технической информации АН СССР.
- Вторая жена — художница, иллюстратор Наталия Оскаровна Мунц (1907—1980), дочь архитектора О. Р. Мунца, внучка известного одесского врача-бальнеолога Льва Моисеевича Шорштейна (1837—1899), сестра архитектора В. О. Мунца[7].
  - Пасынок — доктор технических наук Александр Яковлевич Олейников (род. 1939), заслуженный деятель науки Российской Федерации[8].
- Единоутробные братья — физик Н. А. Толстой и композитор Д. А. Толстой.

## Монографии
- Электропроводность полупроводников. М.: Государственное издательство технико-теоретической литературы, 1947.
- Электронные явления в катализе и адсорбции (с соавторами). М.: Издательство Академии Наук СССР, 1955.
- Электронная теория катализа на полупроводниках. М.: Государственное издательство физико-математической литературы, 1960.
- The electronic theory of catalysis on semiconductors. Oxford — New York: Pergamon Press, 1963.
- Elektronentheorie der Katalyse an Halbleitern. Berlin: Dt. Verl. der Wiss., 1964.
- Полупроводники как катализаторы химических реакций. М.: МГУ, 1968 и М.: Знание, 1974.
- 半導体触媒作用の電子論. 横川書房, Tokyo: Yokokawa Shobō, 1970.
- Физико-химические свойства полупроводников. М.: Наука, 1973.
- Физико-химия поверхности полупроводников. М.: Наука, 1973.
- Organic crystal-electrolyte interface: Theory of the photoadsorption effect in semiconductors. Oxford: Pergamon Press, 1975.
- Interactions between physically adsorbed molecules: Bibliography of electronic phenomena in chemisorption and catalysis on semiconductors. Oxford: Pergamon Press, 1975.
- Радикало-рекомбинационная люминесценция полупроводников. М. : Наука, 1976.
- Влияние облучения на поверхностные свойства полупроводников. М.: Наука, 1978.
- Электроны и кристаллы. М.: Наука, 1983.
- Электронные процессы на поверхности полупроводников при хемосорбции. М.: Наука, 1987.
- Electronic processes on semiconductor surfaces during chemisorption. New York: Consultants Bureau, 1991.